# Oberfeldkirchen
Oberfeldkirchen ist eine ländlich geprägte Ortschaft im nördlichen Landkreis Traunstein. Seit 1978 ist sie ein Gemeindeteil der oberbayerischen Stadt Trostberg.

## Geschichte
Die örtliche Pfarrkirche St. Thomas Ap. ist ein spätgotischer Nagelfluhquaderbau aus dem 15. Jahrhundert. Sie wurde im 17. und 18. Jahrhundert teilweise verändert. 2015/16 fanden Restaurierungsarbeiten am Hoch- sowie an beiden Seitenaltären statt. Der ursprüngliche Name des Ortes lautete Feldkirchen. Mit dem bayerischen Gemeindeedikt von 1818 wurde die Gemeinde Oberfeldkirchen aus den Bezirken der Obmannschaften Ober- und Unterfeldkirchen gebildet, welche beide Anteil am Dorf Feldkirchen hatten. Das nun nutzlos gewordene Präfix Ober- wurde jedoch bei der Bildung des Gemeindenamens beibehalten. Die Gemeinde zählte zum Landgericht Trostberg, das seit 1862 zum neu gebildeten Bezirksamt Traunstein, dem späteren Landkreis Traunstein gehörte. Am 1. Mai 1978  wurde die Gemeinde im Rahmen der Gebietsreform in Bayern in die Stadt Trostberg eingemeindet und der amtliche Name des Dorfes Feldkirchen in Oberfeldkirchen geändert.

## Bodendenkmäler

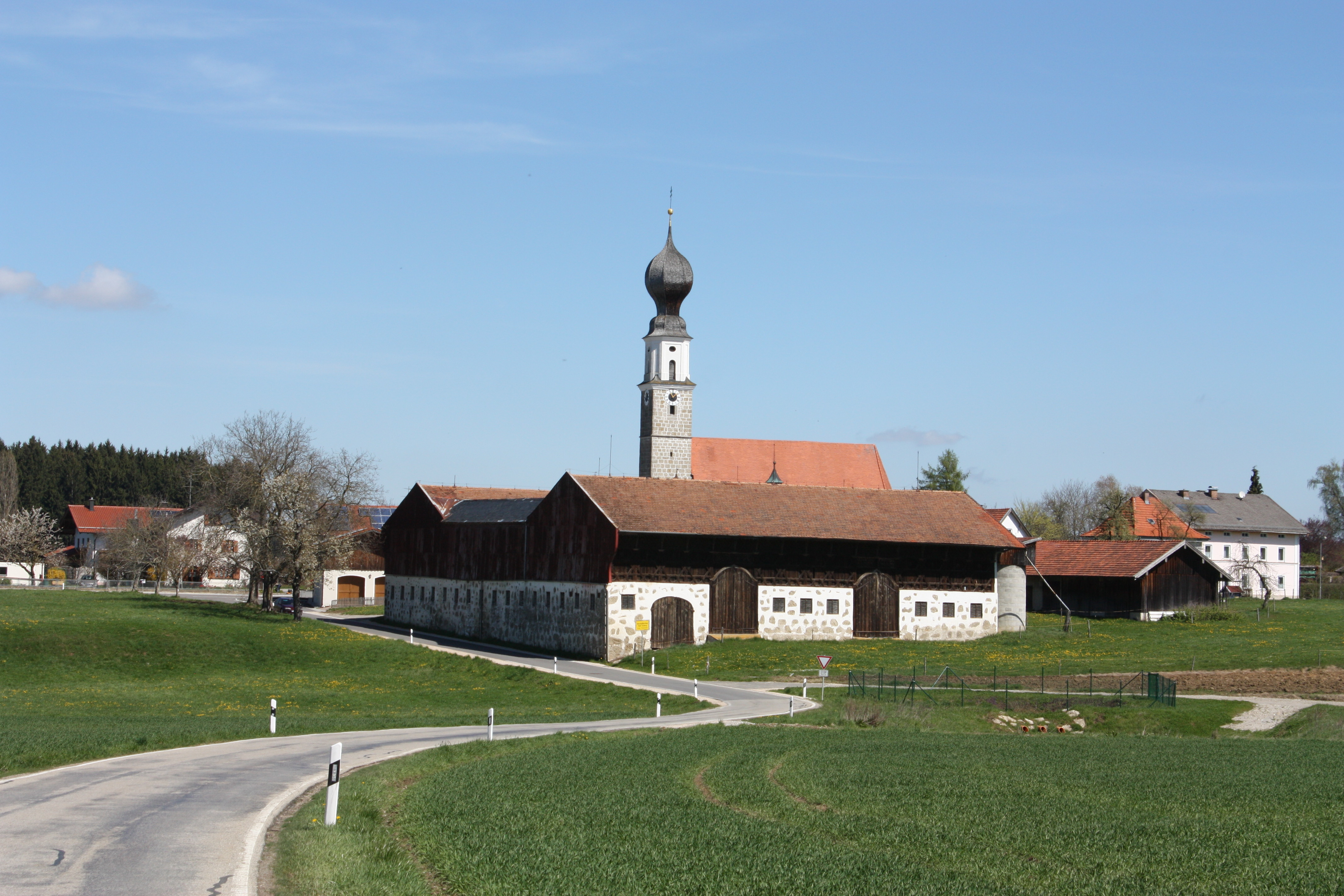
Ortsansicht
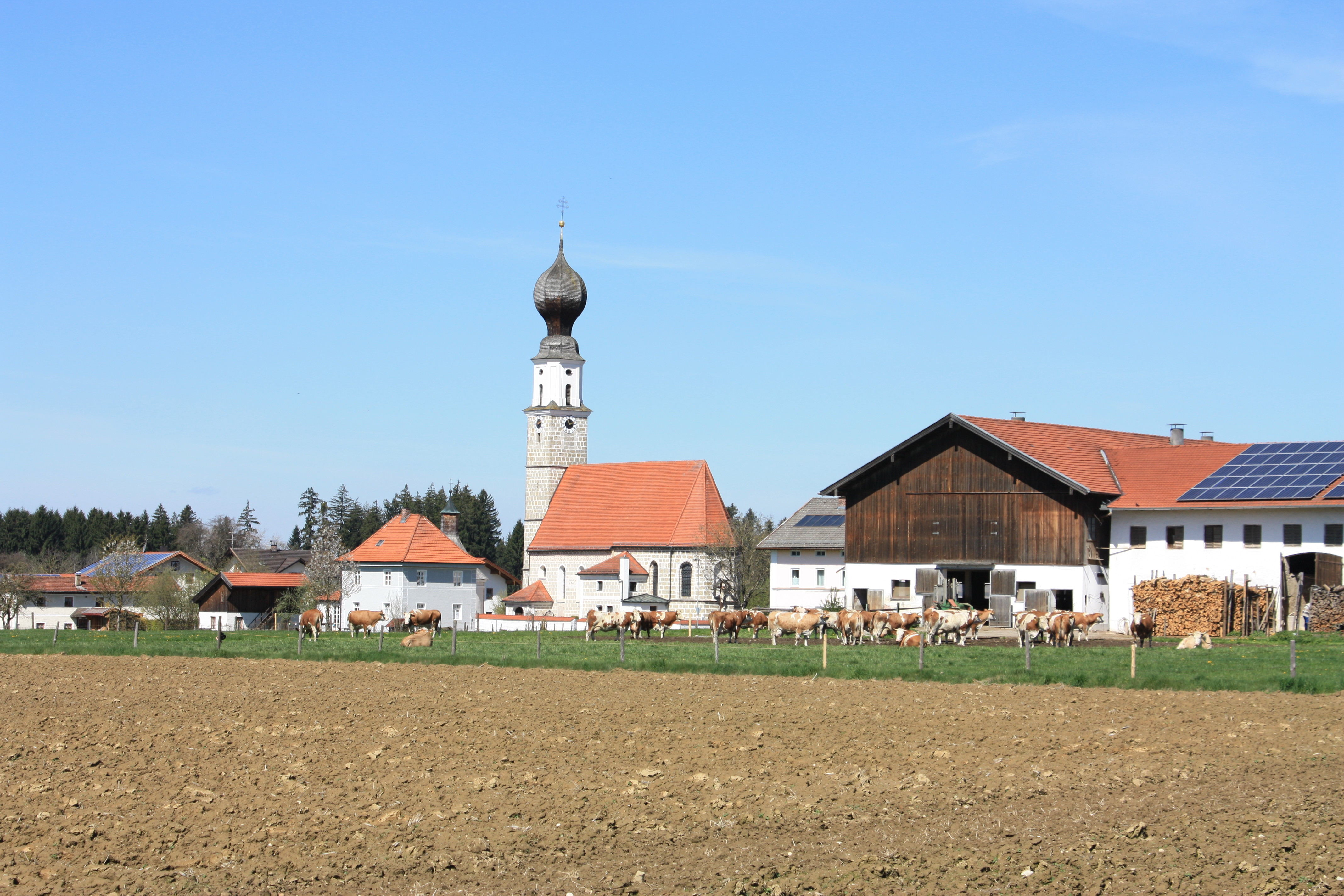
Ortsansicht